# Fred Vargas
Fred Vargas, właściwie Frédérique Audoin-Rouzeau (ur. 7 czerwca 1957 w Paryżu) – francuska historyczka, pisarka i archeolożka. Jako historyczka i archeolożka znana jest z pracy dotyczącej czarnej śmierci. Za kryminały otrzymała czterokrotnie brytyjską nagrodę literacką Złoty Sztylet przyznawaną przez Stowarzyszenie Pisarzy Literatury Kryminalnej za najlepszą powieść kryminalną przetłumaczoną na angielski. Jest pierwszą autorką, która dostąpiła takiego honoru. Wszystkie jej powieści tłumaczone były na język angielski przez Siân Reynolds, która również otrzymała nagrodę za swoją wyjątkową pracę.       

## Kariera
Frédérique jest córką pisarza Philippe Audoin. Z wykształcenia jest archeolożką, specjalizuje się w średniowieczu. Od 1988 roku Audoin-Rouzeau pracowała w Krajowym Centrum Badań Naukowych. Później dołączyła do Instytutu Pasteura jako archeolog eukariotyczny, gdzie wzięła udział w projekcie dotyczącym badania epidemiologii czarnej śmierci i dżumy dymieniczej, którego wynikiem była praca uznana za definitywną w dziedzinie badań: Les chemins de la peste (2003).  
Sławę przyniosły jej policyjne thrillery pisane pod pseudonimem Fred Vargas. Fred jest zdrobnieniem od jej imienia Frédérique, zaś nazwisko Vargas zaczerpnęła od postaci Marii Vargas, jaką grała Ava Gardner w filmie Bosonoga Contessa. Jej bliźniacza siostra Joëlle, która jest malarką, przybrała pseudonim Jo Vargas. 
Pisanie książek kryminalnych stało się dla niej sposobem na połączenie zainteresowań i odprężeniem się od pracy akademickiej. Jej powieści rozgrywają się zwykle w Paryżu i przedstawiają przygody głównego inspektora Adamsberga i jego zespołu. Zainteresowanie autorki średniowieczem przejawia się w wielu jej powieściach, zwłaszcza za sprawą Marca Vandooslera, młodego specjalisty z tego okresu. Twórczość Vargas została doceniona przez Stowarzyszenie Pisarzy Literatury Kryminalnej, której jak pierwszemu autorowi przyznało aż czterokrotnie nagrodę za najlepszą powieść kryminalną przetłumaczoną na angielski: w 2006 roku (I wstali z martwych...), w 2007 (Po zapadnięciu nocy), w 2009 roku (Błękitne kręgi) i w 2013 (Dziki Hufiec). 
W 2018 roku otrzymała Nagrodę Księcia Asturii, przyznawaną w Hiszpanii za wybitne osiągnięcia w dziedzinie nauk ścisłych, humanistycznych i spraw publicznych. Vargas jest siódmą kobietą na świecie, która otrzymała to prestiżowe wyróżnienie. 

## Wybrane dzieła
- cykl Ewangeliści
  - 1995 – I wstali z martwych...
  - 1996 – Ławka 102
  - 1997 – Z mroków przeszłości
- cykl Komisarz Adamsberg
  - 1991 – Błękitne kręgi
  - 1999 – W wilczej skórze
  - 2000 – Les quatre fleuves
  - 2001 – Uciekaj szybko i wróć późno
  - 2002 – Coule la Seine
  - 2004 – Po zapadnięciu nocy
  - 2006 – Modlitwa do trzeciej dziewicy
  - 2008 – Niepewne miejsce
  - 2011 – Dziki Hufiec
  - 2015 – Temps glaciaires
  - 2017 – Quand sort la recluse
- Inne powieści
  - 1986 – Les Jeux de l'amour et de la mort
  - 1994 – Ceux qui vont mourir te saluent
- Eseje i inne 
  - 2001 – Petit Traité de toutes vérités sur l'existence
  - 2003 – Critique de l'anxiété pure
  - 2004 – La Vérité sur Cesare Battisti